# جاستین اومادگب تومتین
جاستین اومادگب تومتین (انگلیسی: Justin Ahomadégbé-Tomêtin؛ زاده ۱۶ ژانویهٔ ۱۹۱۷ – درگذشته ۸ مارس ۲۰۰۲) دولت‌مرد، سیاستمدار، و پرسنل نظامی اهل بنین بود.
جاستین اومادگب تومتین در ۸ مارس ۲۰۰۲، در سن ۸۵ سالگی درگذشت.